# Isola di Kane
L'isola di Kane (in russo Остров Кейна, ostrov Kejna) è un'isola russa nell'Oceano Artico che fa parte della Terra di Zichy nell'arcipelago della Terra di Francesco Giuseppe.

## Geografia
L'isola di Kane si trova nella parte orientale del gruppo delle isole di Zichy, 2 km a nord-est dell'isola di Greely, da cui la separa il canale di Šterneka; a nord-ovest, a 1,5 km, si trova l'isola di Kuhn. L'isola è quasi completamente libera dai ghiacci; è di forma arrotondata con un diametro di circa 6 km e ha un'altezza massima di 282 m.

## Storia
L'isola è stata scoperta nel 1874 ed è stata così chiamato in onore dell'esploratore artico americano Elisha Kent Kane.